# Круг двојке
Круг двојке је популарни, колоквијални назив за најуже централно градско језгро Београда. Појам је директно изведен из кружне трасе трамвајске линије 2 и представља јединствен пример у којем једна линија јавног превоза дефинише и именује најважнији део града. "Круг двојке" није само географска одредница, већ и снажан културни и друштвени маркер у београдском идентитету.

## Дефиниција и географија
Подручје "Круга двојке" обухвата делове централних београдских општина Стари град, Дорћол, Савски венац, Врачар и Палилула. Овај простор се сматра "правим" центром Београда, не само у географском, већ и у културном, комерцијалном, историјском и политичком смислу. Унутар њега се налазе најважније државне институције, факултети, позоришта, музеји и историјске четврти попут Калемегдана и Скадарлије.

## Историјат настанка појма
Концепт "Круга двојке" настао је и учврстио се упоредо са урбаним развојем Београда у периоду између два светска рата. Његово порекло је директно везано за успостављање кружне трасе линије 2 у свом садашњем облику 15. августа 1929. године, што се поклопило са брзом модернизацијом престонице. Трамвај је на тај начин одиграо кључну улогу у обликовању перцепције централности и допринео је развоју друштвеног и економског значаја овог подручја.

## Друштвени и културни значај

### Статусни симбол
Боравак или поседовање некретнине унутар "Круга двојке" у Београду се често повезује са одређеним друштвеним и економским статусом. Цене некретнина у овом подручју су традиционално највише у граду, што одражава његову пожељност и перципирани престиж. Тиме је географска граница коју је исцртала трамвајска линија превазишла своју физичку функцију и постала снажан друштвени симбол.

### Културни идентитет и стереотипи
Појам "Круг двојке" је дубоко укорењен у београдски културни лексикон и често служи као скраћеница за одређену урбану сензибилност. Док за неке означава централност и припадност "старом Београду", понекад носи и негативне конотације. Становницима "круга" се понекад стереотипно приписују елитизам и снобизам, што илуструју фразе попут „Не бих могла да живим ван круга двојке“. Ово показује да "Круг двојке" није само место, већ и снажан културни маркер, извор поноса за једне, а тачка спорења или стереотипа за друге, одражавајући унутрашње друштвене перцепције унутар Београда.